# تيلو ليوغرس
تيلو ليوغرس (بالألمانية: Thilo Leugers)‏ (9 يناير 1991 بلينغن في ألمانيا - ) هو لاعب كرة قدم ألماني في مركز الدفاع. لعب مع أتليتيكو بالياريس وتفينتي أنشخيدة وناك بريدا وJong FC Twente ‏.

## وصلات خارجية
- تيلو ليوغرس على موقع الاتحاد الأوربي (الإنجليزية)
- تيلو ليوغرس على موقع قاعدة بيانات كرة القدم.إي يو (الإنجليزية)
- تيلو ليوغرس على موقع Soccerway.com (الإنجليزية)
- تيلو ليوغرس على موقع عالم كرة القدم.نت (الإنجليزية)